# تپه گلیجه
تپه گلیجه در شهرستان ترکمن، بخش گمیشان، روستای قلعه حاجی گلدی واقع شده و این اثر در تاریخ ۱۰ خرداد ۱۳۸۲ با شمارهٔ ثبت ۸۸۷۰ به‌عنوان یکی از آثار ملی ایران به ثبت رسیده است.